# NGC 306
NGC 306 este un roi deschis situat în Micul Nor al lui Magellan, în constelația Tucanul. A fost descoperit în anul 1826 de către James Dunlop. De asemenea, a fost descoperit și în 4 octombrie 1836 de către John Herschel.